# Testa x aria
Testa x aria è un singolo dei cantanti italiani Lorenzo Fragola e Mameli, pubblicato il 21 ottobre 2022 come terzo estratto dall'album Crepacuore.

## Tracce
Testi di Lorenzo Fragola, Mario Castiglione, Antonio Costa, Davide Napoli, musiche di Lorenzo Fragola, Mameli.
1. Testa x aria – 3:02